# Abdelhani Kenzi
Abdelhani Kenzi (en arabe : عبد الهاني قنصي) est un boxeur algérien né le 27 septembre 1973. Il a représenté l'équipe d'Algérie aux Jeux olympiques d'été de 2000 et de 2004.

## Biographie
Kenzi a participé aux Jeux olympiques d'été de 2004 pour son pays natal mais a été éliminé au deuxième tour de la compétition des poids mi-lourds (81 kg) par le futur médaillé de bronze Ouzbek, Utkirbek Haydarov. Il avait déjà participé aux Jeux olympiques d'été de 2000.
Kenzi s'est qualifié pour les Jeux d'Athènes en remportant la médaille d'or au 1er tournoi de qualification olympique Africain de l'AIBA en 2004 à Casablanca au Maroc. En finale de l'épreuve, il a battu le combattant cap-verdien Flavio Furtado. Un an plus tôt, il avait remporté la médaille de bronze dans la même catégorie aux Jeux africains à Abuja, au Nigéria.

### Palmarès
- Médaillé d'or dans la catégorie poids moyens aux championnats d'Afrique de boxe amateur 2001 à Port-Louis[1].
- Médaillé de bronze dans la catégorie poids moyens aux Jeux africains de 2003 à Abuja[2].
- Médaillé de bronze dans la catégorie poids moyens aux Jeux panarabes de 2004 à Alger.